# 蛸地蔵 (バンド)
蛸地蔵（たこじぞう）は、2009年に上之蛭子を中心に結成された日本のスリーピースロックバンドである。出身は兵庫県。

## 概要
もともと高校の同級生だった上之蛭子とふなもと健祐がたまたま同じ甲南大学に進学し、ともに軽音サークルに入ったことをきっかけに2009年4月結成。東京でのライブで出会ったサクライマリィが2015年に加入し、現体制となる。バンド名の由来は「字面のインパクトから」とのこと。
1stアルバム『あなたの絶頂に蛸の脚を貸しましょう』がTSUTAYAの「この夏のミュージックトピック10」にて初めて蛸地蔵が特集として大きく取り上げられた。
2ndアルバム『幻の巣箱』はユニオンチャート2位を記録、レコードコレクターズ等にも取り上げられカルトロックファンの間で高く評価された。全国ツアー、東西初ワンマンを成功させる他、キノコホテル支配人マリアンヌ東雲のお墨付きを受けインディロックシーンにも認知され始める。
3rdアルバム『わるい空想』はユニオンチャート3位を記録。全国ツアーでは各所でチケットソールドアウトさせたり、東京での彼らの主催イベントに全国各地方から熱狂的ファンが多数来場するなど、幅広い層から支持を集めた。
2017年に上之蛭子が傷害事件を起こし、刑事罰を受け起訴、執行猶予判決を受けた。そのため同年8月より長期活動休止中。

## メンバー
上之蛭子
ボーカル、ギター担当。
サクライマリィ
ベース担当。
ふなもと健祐
ドラムス担当。

## 来歴
- 2009年4月 甲南大学の軽音サークルにて結成。
- 2011年7月6日 、1stアルバム『あなたの絶頂に蛸の脚を貸しましょう』を発売する。
- 2013年5月14日、2ndアルバム『幻の巣箱』を発売する。
- 2015年6月3日、ライブアルバム『実況録音盤　金襴緞子』を発売する。
- 2016年7月27日、3rdアルバム『わるい空想』を発売する。

## 音楽性
昭和40年代のアングラ文化をルーツにサイケデリック、プログレ、ヘヴィ・ロック、歌謡曲などを蛭子が貪欲に昇華し、不気味な魅力とスタイリッシュさを共存させている。特に過激なファズ、轟音、合わせ鏡のように響くディレイ等、知覚に訴えかけるサウンドメイクを得意としている。
歌詞はあまり直接的ではないものが多く、唄になった時の美しさを追求している一方で、蛭子の内面やメッセージがダブルミーニングとして織り込まれていることが大きな特徴と言える。

## 作品

### 自主制作作品
蛸地蔵自主制作アルバム （絶版）
1. 猫
2. 平凡と明星
3. やけっぱちの革命
4. 廊下の突き当たりの部屋
5. ファズは夜ひらく
6. 隣の子
7. 雨降る朝方、青い獅子は何を見て踊る？
8. 血みどろの愛を
蛸地蔵ライブ録音編集盤(絶版)
『きやうてんだうち』
1.ちるちるみちる
2.新宿
3.ママ
4.さよなら今日より前の僕
5.廊下の突き当りの部屋
6.平凡と明星
7.雨降る朝方、青い獅子は何見て踊る？
8.ファズは夜ひらく

### 公式作品
『あなたの絶頂に蛸の脚を貸しましょう』
　acid rain　2011-7-6
1. ファズは夜ひらく
2. ちるちるみちる
3. ベッキーの死んだ目
4. ダンス
5. モガ
6. 誰と居ても一人
7. ママ
『幻の巣箱』
VOLT-AGE records
BQGS29
※初回盤のみCD＋DVD2枚組
1.花びら大回転 
2.エロスの真珠 
3.新宿 
4.私の天窓 
5.廊下の突き当りの部屋 
6.さよなら今日より前の僕  
7.猫の爪 
8.平凡と明星 
9.墜落の朝
『実況録音盤　金襴緞子』
VOLT-AGE record
BQGS-33
躁の部(disc1) 
1.エロスの真珠 
2.ゲルピン東京(新宿) 
3.堕ちて見せてよ 
4.廊下の突き当りの部屋 
5.夕陽に執念 
6.ちるちるみちる 
7.モガ 
8.雨降る朝方青い獅子は何見て踊る？ 
9.夜明けの革命 
10.ファズは夜ひらく 
鬱の部(disc2) 
1.逆さまの海 
2.猫の爪 
3.青いうてな 
4.平凡と明星 
5.私の天窓 
6.さよなら今日より前の僕 
7.ママ 
8.血みどろの愛を 
『わるい空想』
VOLT-AGE record BQGS-38
1.夕陽にサイケ　2.ファーとズー　3.赤い下駄　4.堕ちて見せてよ　5.わるい空想　6．お彼岸だより　7.ムーンサイド　8.青いうてな　9.灰だらけ　10.ラヴ　11.夜明けの晩に　12.逆さまの海 

### 参加作品
『Ｕ．Ｆ．Ｏ．ＣＬＵＢ　ＴＯＫＹＯ　ＪＡＰＡＮ　Vol.6』
「さよなら今日より前の僕」収録。このコンピ―レーションアルバム用のオリジナルテイクとなっている。